# Wings Over the Rockies Air and Space Museum
Le Wings Over the Rockies Air and Space Museum (WOTR) est un musée aéronautique situé sur l'ancienne base aérienne de Lowry Field, située à Denver, dans le Colorado. Par ses collections, ses archives et sa bibliothèque, le musée conserve l'histoire de la base aérienne. Il expose entre autres un B-52B Stratofortress et un B-1A Lancer, anciennement utilisés par l'United States Air Force.